# Андреевка (Покровский район)
Андре́евка (укр. Андріївка) — село,
Андреевский сельский совет,
Покровский район,
Днепропетровская область,
Украина.
Код КОАТУУ — 1224281201. Население по переписи 2001 года составляло 753 человека .
Является административным центром Андреевского сельского совета, в который, кроме того, входят сёла
Братское,
Вольное,
Гарасимовка,
Нечаевка,
Остаповское,
Песчаное и
Радостное,
Христофоровка.

## Географическое положение
Село Андреевка находится на правом берегу реки Гайчур,
выше по течению на расстоянии в 0,5 км расположено село Остаповское,
ниже по течению на расстоянии в 3 км расположено село Писанцы,
на противоположном берегу — сёла Братское и Герасимовка.
Рядом проходит автомобильная дорога Т-0401.

## История
- 1924 — дата основания.

## Экономика
- Агрофирма ООО «Земля».

## Объекты социальной сферы
- Детский сад.
- Дом культуры.
- Амбулатория.